# ロドシュードモナス属
ロドシュードモナス属はグラム陰性非芽胞形成光合成桿菌で、鞭毛を持ち運動する種とそうでない種がある。ブラディリゾビウム科に属し、基準種はロドシュードモナス・パルストリスである。名称は赤いシュードモナス属を意味するが、シュードモナス属とは遺伝的に離れている。
バクテリオクロロフィルa及びバクテリオクロロフィルbを持ち光合成を行う。一部の種は二分裂でなく極が増大して娘細胞を放出する形で増殖する。